# فرکتوگرافی

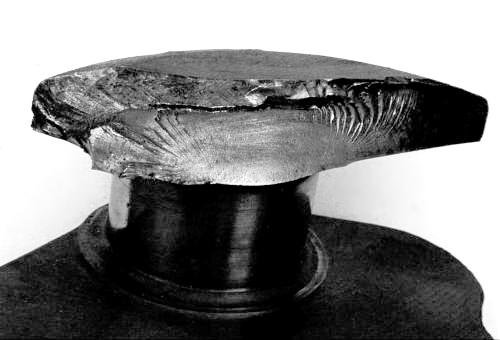
میل‌لنگ شکسته به‌دلیل نقص سطح در مرکز پایین شکست داشته است. نماهای کناری نیمه‌بیضوی نزدیک مرکز، نشان‌دهنده رشد ترک ناشی از خستگی است. هاشورها خطوط روی سطح شکستگی هستند که می توان آن‌ها را تا منشاء شکستگی ردیابی کرد.

شکست‌نگاری بخشی از دانش ماده‌شناسی یا متالورژی به‌شمار می‌آید که معمولاً برای شناخت دلایل شکست و نتیجه‌گیری از آن برای به دست آوردن ویژگی‌های مختلف مانند نسبت پواسون، مدول یانگ و غیره استفاده می‌شود.

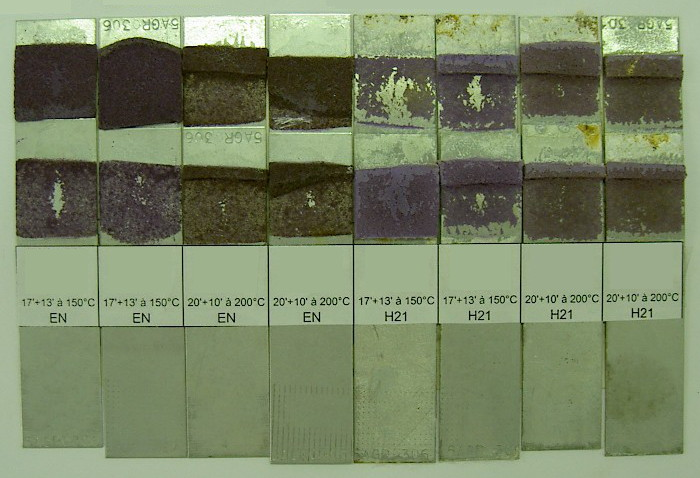
نمونه جمع‌آوری شده سطح شکست

در این روش با استفاده از محل شکست و بررسی آن به وسیله میکروسکوپ‌های SEM و TEM ویژگی‌های ماده مشخص می‌شود.
فرکتوگرافی علمی است که به وسیله تکنیک‌های مختلف محاسباتی و عملی می‌تواند مشخص کند اجسام چگونه و در چه جهتی می‌شکند. عوامل مختلفی سبب می‌شود که یک جسم بشکند. مانند خم کردن یا عیوب سطحی یا ترک
همچنین فرکتوگرافی می‌تواند تنش شکست و اطلاعاتی از این دست مانند نقطه تسلیم و بیشینه کشش را نیز در اختیار کارشناس قرار دهد.
یکی از بخش‌های مورد توجه در ریخت‌شناسی شکست آزمایش سطح شکسته شده‌است. اما در برخی موارد این آزمایش‌ها نیازی نیست و فقط اندازه الگوها شکل‌هایی که در محل شکست رخ می‌دهد جمع‌آوری می‌شود.
بسیاری از مردم می‌دانند که فرکتوگرافی ابزاری ارزشمند برای آنالیز کردن شکست دارد اما تست‌های مکانیکی یا شیوه‌های پردازش مواد را پر ارزش و مهم نمی‌دانند. اگر چه روزانه میلیاردها سرامیک یا مواد شیشه ای در دنیا می‌شکنند، تنها شکست‌های ریز در این علم آزمایش و بررسی می‌شود.
فرکتوگرافی نیاز به توانمندی‌هایی مانند موادشناسی میکروسکوپ‌شناسی مکانیک (تنش و کرنش) و رهیافت حل مسئله دارد. این علم مانند حل پازل و معما نیازمند تفکر و حل مسئله از طریق داده‌های نامنظم است.

## تاریخچه

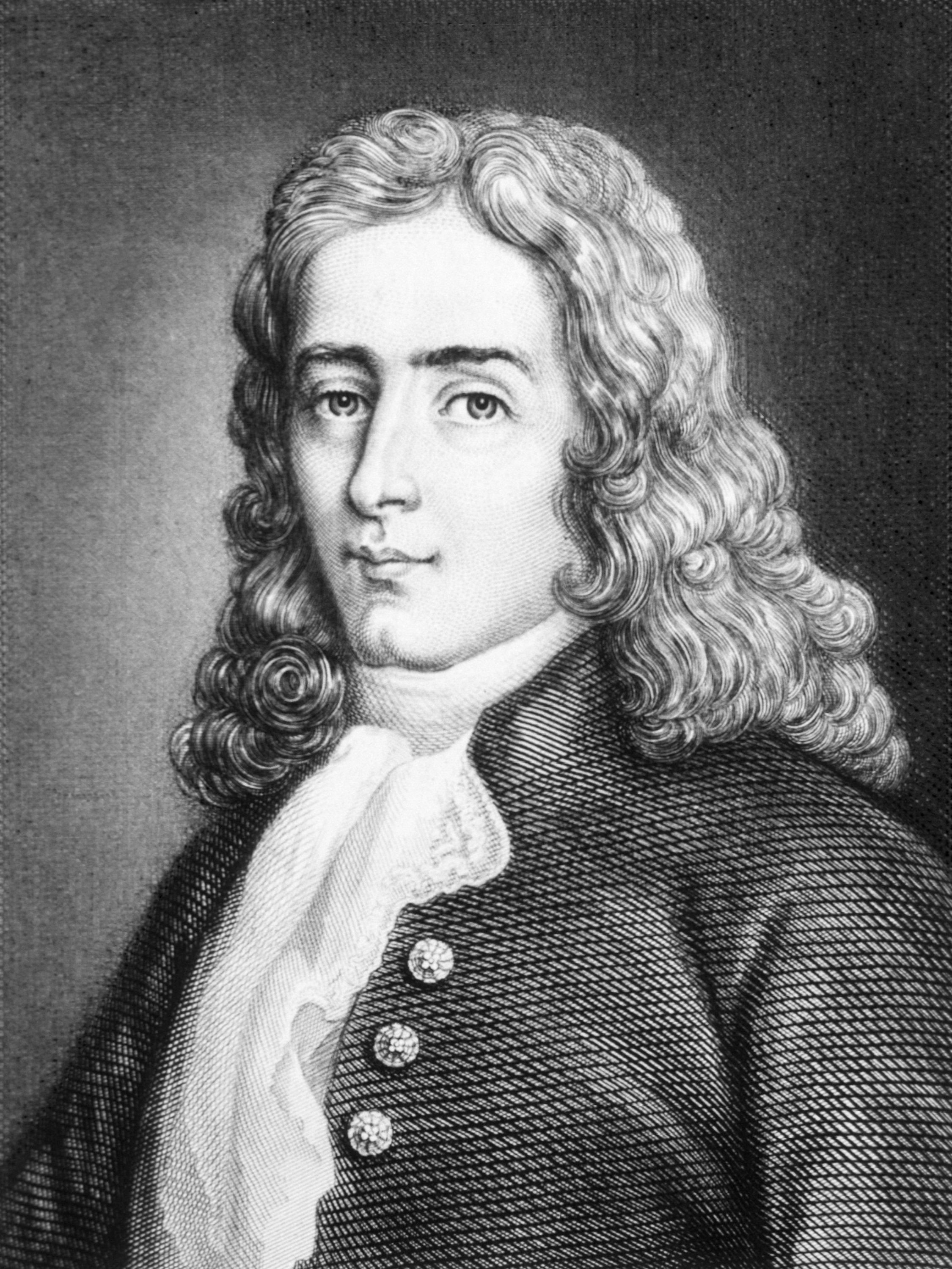
de Réaumur

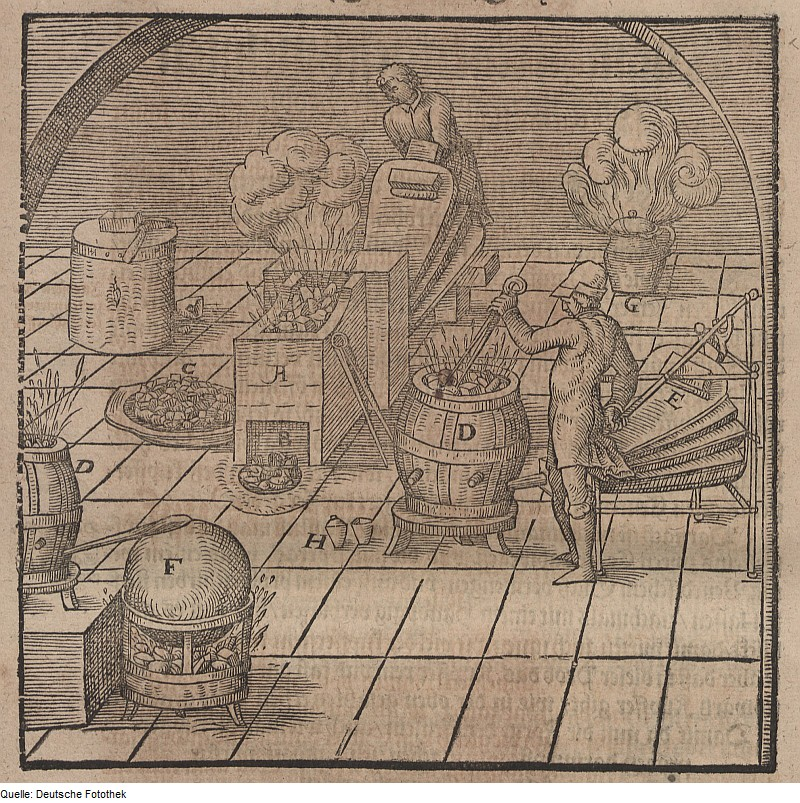
روش کار Lazarus Ercker

از قرن ۱۶ تا ۱۸ میلادی اولین توصیفات مکتوب از استفاده از شکست برای بررسی کیفیت فرایند متالورژی به وسیله دانشمندی ایتالیایی به نام Vannocio Biringuccio در کتاب De La Pirotechnia که در سال ۱۵۴۰ منتشر شد برمی گردد. وی معتقد بود می‌توان از طریق بررسی سطح شکست به آهنی بودن یا نبودن یک جسم (معمولاً قلع یا مس) پی برد.
در سال ۱۵۷۴ نیز Lazarus Ercker از طریق آزمایشی بر روی سطح شکسته‌ای که از طریق یک ضربه عرضی ایجاد شده بود به این مسئله پی برد که کیفیت مس را می‌توان از این طریق آزمایش کرد. همچنین آزمایش‌های مشابهی بر روی برنج نیز نشان داد که سطح خاکستری شکست در اثر رشد ترک در آن در حین کار ایجاد می‌شود. این سطح خاکستری در اثر استفاده از ماده‌ای به نام کالامین دی (calamine) به وجود می‌آید. این ماده سبب کم شدن عیار ماده نیز می‌شود. همچنین شکست تردنقره نیز به ناخالصی در سرب و قلعی که در فرایند کاربرد دارد بر می‌گردد.
در سال 1627 Louis Savot تشریح کرد که می‌توان از تست شکست به عنوان راهی برای کنترل کیفیت آلیاژ مس-قلع- بیسموت که در فرایند ریخته‌گری و ساخت ناقوس کاربرد دارد استفاده کرد. او مشاهدات خود از اندازه دانه‌های سطح شکست نمونه‌ها را جمع‌آوری کرد تا بتواند مقاومت ناقوس کلیساها را دربرابر شکسته شدن در اثر برخورد با یکدیگر را بالا ببرد.
یکی دیگر از دانشمندانی که در زمینهٔ شکست فلزات تحقیقات گسترده‌ای انجام داده‌است de Réaumur نام دارد. وی در سال ۱۷۲۲ کتابی منتشر کرد که در آن به میکروسکوپی و ماکروسکوپی ظاهر سطح شکست اشاره کرد. او هفت گروه از شکست در آلیاژ آهن و فولاد شناسایی کرد و به توصیف از حالات هرکدام پرداخت.

## مباحث مورد مطالعه
مباحث که در فراکتوگرافی بحث می‌شود بسیار متنوع و مختلف است.

### مبانی شکست
شکست به صورت ساده، جدایش یک قطعه به دو یا جند بخش در پاسخ به تنش استاتیک اعمالی (یعنی تنشی که ثابت است یا به آهستگی بت زمان تغییر کند) در دماهایی که نسبت به دمای ذوب ماده پایین هستند، می‌باشد. تنش اعمالی می‌تواند کششی، فشاری، برشی یا پیچشی باشد در مواد مهندسی دو حالت، شکست، نرم و ترد، به وقوع می‌پیوندد. این طبقه‌بندی براساس توانایی ماده در انجام تغییر شکل پلاستیک صورت گرفته‌است.
تمام فرایندهای شکست شامل دو مرحله تشکیل و انتشار ترک وابسته هستند، که در پاسخ به تنش اعمالی ایجاد می‌شود حالت شکست به شدت به مکانیزم انتشار ترک وابسته است. شکست نرم با تغییر شکل پلاستیکی گسترده در مجاورت ترک در حال پیشروی مشخص می‌شود. همچنین، این فرایند با افزایش طول ترک، به آهستگی پیش می‌رود. چنین ترکی، معمولاً پایدار خوانده می‌شود؛ یعنی این ترک در برابر افزایش طول بیشتر مقاومت می‌کند مگر آنکه تنش اعمالی افزایش می‌یابد. همچنین، شواهدی مبنی بر تغییر شکل شدید قابل ملاحظه در سطوح شکست (مثلاً تابندگی و پارگی) وجود درا. از طرف دیگر شکست ترد، ترک به سرعت انتشار می‌یابند و این انتشار ترک همراه با تغییر شکل پلاستیک ناچیزی است. چنین ترک‌هایی ناپایدار می‌باشند و انتشار ترک، بدون افزایش مقدار تنش اعمالی، به صورت خود به خود ادامه یابد.
شکست نرم معمولاً به دو دلیل ترجیح داده می‌شود. اول آنکه، شکست ترد به صورت ناگهانی و بدون هیچ هشداری روی می‌دهد که علت آن انتشار سریع و خود به خود ترک است. از طرف دیگر، در شکست نرم، حضور تغییر شکل پلاستیک، هشداری مبنی بر شکست قریب‌الوقوع قطعه است و بنابراین می‌توان به اقدامات پیش گیرانه دست زد. دوم آنکه، انرژی کرنشی بیشتری جهت ایجاد شکست نرم لازم است زیرا مواد نرم عموماً چقرمگی بیشتری دارند. تحت تأثیر تنش کشش اعمالی، بسیاری از آلیاژهای فلزی نرم هستند، در حالی که سرامیک به شدت ترد بوده و پلی مرها نیز هر دو نوع شکست را از خود نشان می‌دهند.

#### نوع شکست
طبقه‌بندی‌های گوناگونی برای نوع شکست وجود دارد. اما به‌طور کلی شکست‌ها بسته به جنس مواد دو حالت می‌تواند باشد.

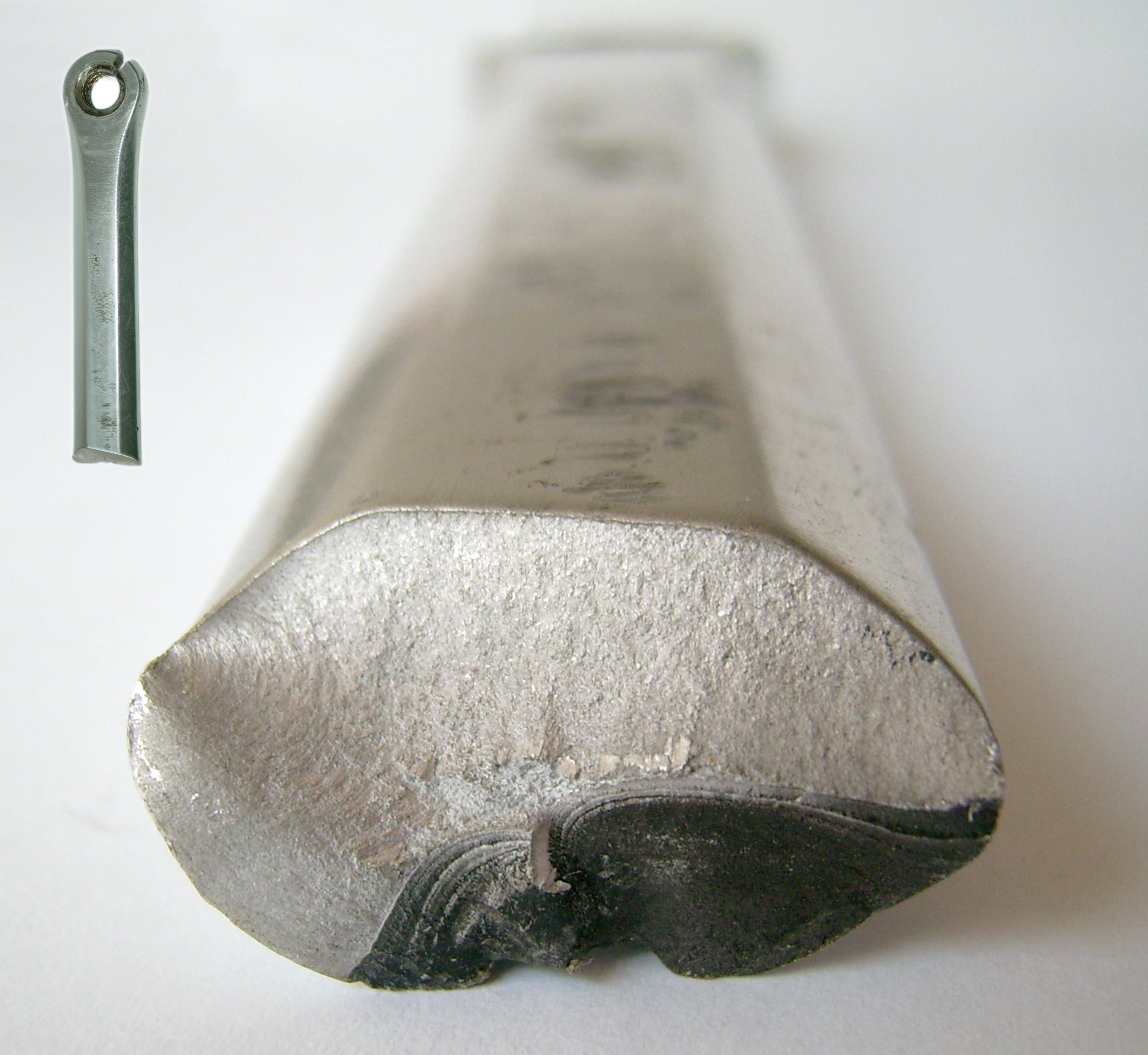
شکست بازوی پدال نمونه شکست سخت

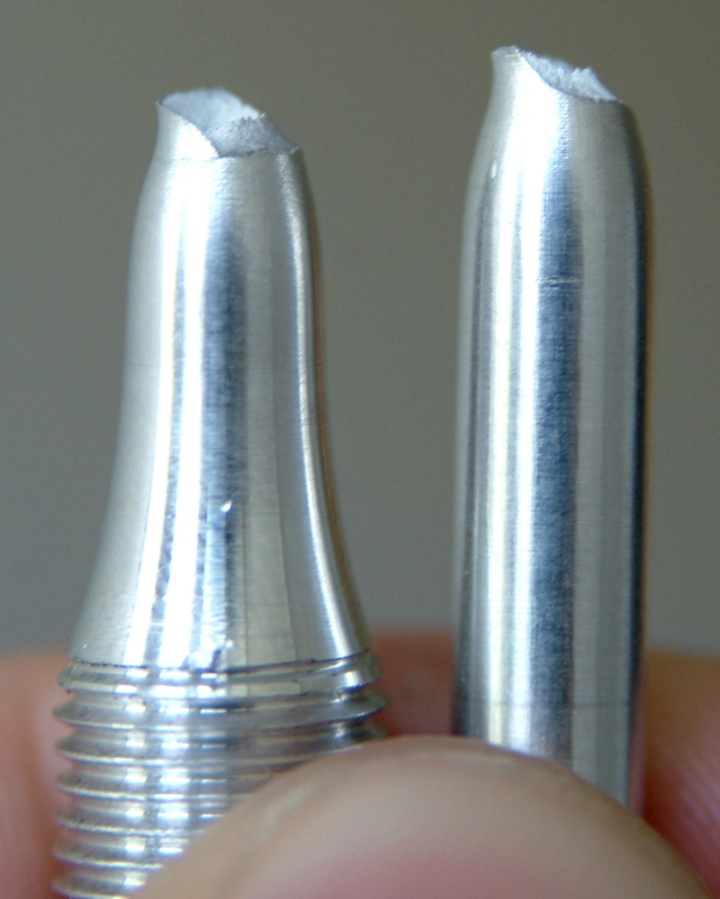
نمونه شکست نرم

1. شکست نرم:سطح شکست به صورت حفره مانند و همراه با رسوبات درشت است. همچنین سطح شکست نسبت به قطر اصلی کوچک بوده چون در مرحله گلویی شدن و کشش قطر وسط میله کاهش یافته و به اصطلاح کشیده می‌شود. به چنین مواد مواد نرم هم گفته می‌شود.
2. شکست سخت (ترد): چنین شکست‌هایی در مواد سخت رخ می‌دهد. شکست سخت خود به دو دسته تقسیم می‌شود. ورقه ورقه شدن و دانه‌دانه شدن

ورقه ورقه شدن معمولاً در مواد FCC و در صفحه (۱۰۰) رخ می‌دهد همچنین این نوع شکست با ترک همراه است. ترک معمولاً در محل نابه جایی‌ها و حفرات موجود در مواد رخ می‌دهد. همچنین عیوب سطحی و حجمی عامل ایجاد این نوع شکست‌ها می‌باشد. در واقع در هنگام شکست این عیوب سبب می‌شود بین دانه‌های مختلف درون ماده که جهت‌گیری‌های خاصی نیز دارند فاصله بیفتد و شکست رخ دهد.
دانه‌دانه شدن معمولاً در آلیاژهای مختلف مخصوصاً فولاد و آلیاژهای مختلف آهن با کروم، مولیبدن، وانادیوم و نیوبیوم رخ می‌دهد. در فولادهای اشباع شده از کربن سخت بودن بیش از حد فولاد سبب ترد شدن بیش از حد آن می‌شود و در این وضعیت مرز بین دانه‌ها محل‌های بحرانی برای رشد ترک و شکست سریع هستند.

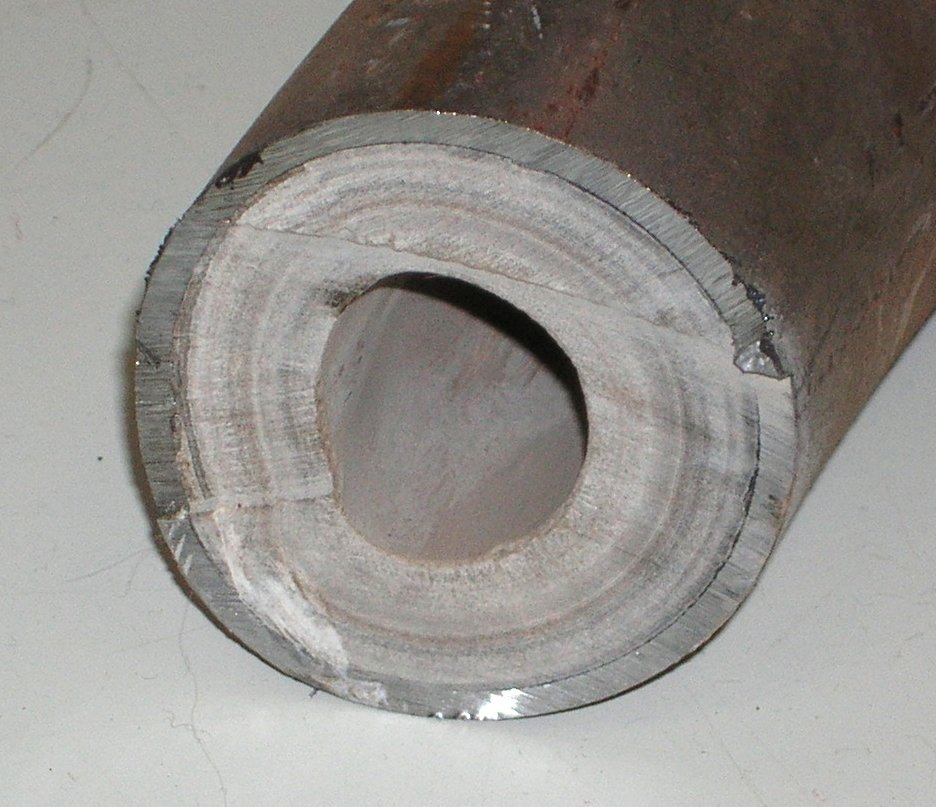
شکست ناشی از رسوب

#### دلایل شکست

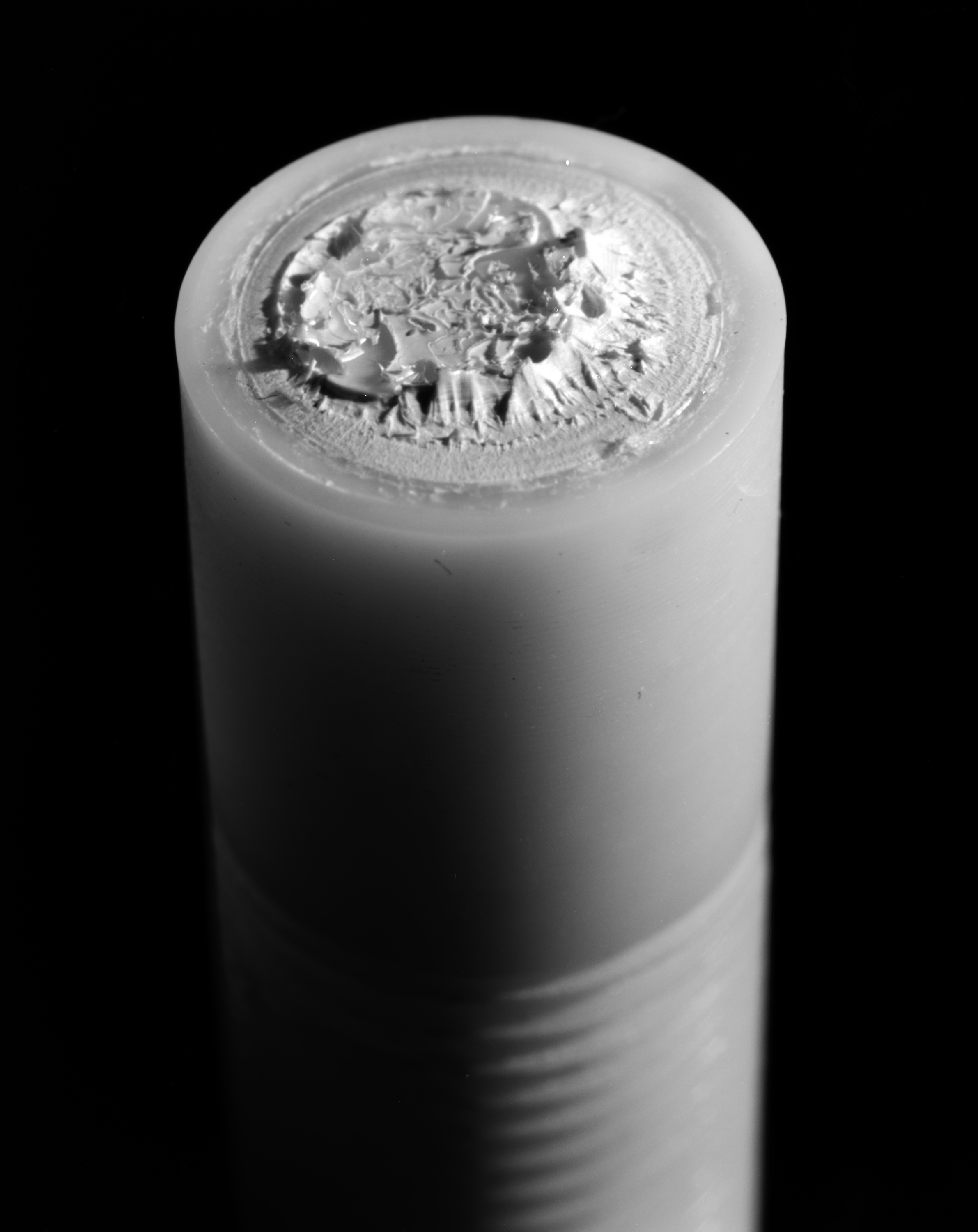
شکست ناشی از خستگی

شکست به دلایل گوناگونی رخ می‌دهد که گاهی چند عامل همراه با یکدیگر سبب شکست می‌شوند و یک عامل به تنهایی نمی‌تواند سبب شکست شود.
از عوامل شکست می‌توان به موارد زیر اشاره کرد.
1. خوردگی: خوردگی معمولاً در موادی که نرم هستند رخ می‌دهد. خوردگی سبب کاهش استحکام یک فلز و تردی بیش از حد آن می‌شود. سطح خوردگی معمولاً شکل دانه‌دانه دارد و گاهی رسوبات ناشی از واکنش با فلز نیز در سطح شکست بر جا می‌ماند.
2. خستگی :مهم‌ترین عامل شکست در فلزات خستگی نام دارد که بر اثر بارگذاری مداوم و تنش‌های دینامی کی ایجاد می‌شود. شکست خستگی به صورت ترد است. محدوده سطح شکست که در حین مرحله اشاعه ترک تشکیل می‌شود با دو علامت مشخص می‌شود. یک علامت ساحلی (beach mark)و دیگری استریشن (striation) هر دو نشان دهندهٔ وضعیت نوک ترک در طول فرایند خستگی است و هر دو ب شکل دوایر یا نیم دایره‌های متحد المرکزی است که مرکز آن‌ها محل جوانه زنی ترک است. علامت ساحلی در ابعاد ماکروسکوپی بوده و با چشم غیر مسلح دیده می‌شود. این علامت‌ها برای قطعاتی که در آن‌ها مرحله اشاعه ترک متوقف می‌شود قابل رویت خواهد بود. اغلب علت شکست پس از بررسی سطح شکست بیان می‌شود. وجود این علائم در سطح شکست خستگی را تأیید می‌کند ولی عدم وجود این علامت‌ها نمی‌تواند دلیلی بر نبودن خستگی باشد. ۷۰ تا ۸۰ درصد شکست‌ها به علت خستگی رخ می‌دهد.
3. خزش: معمولاً مواد در جاهایی که دما بالاست و قطعه تحت تنش‌های مکانیکی استاتیکی قرار دارد استفاده می‌شود. در دماهای بالا برخی از مکانیزم‌های استحکام بخشی مانند اندازه دانه یا افزایش رسوبات بر اثر افزایش دما از بین می‌رود و سبب می‌شود قطعه در تنشی بسیار پایین‌تر از تنش تسلیم از بین برود. خزش تغییر شکل دائمی تحت نیروی ثابت در زمان طولانی تعریف می‌شود و معمولاً پدیده نامطلوب است و اغلب عامل محدودکننده عمر قطعه است. سطح خزش معمولاً کشیده شده و دارای الگوی مشخصی است.

از عوامل دیگر شکست می‌توان به خمش و رسوب و تردی هیدروژنی اشاره کرد.

مدل Irwin

#### نوع ترک
نوع ترک به مقدار زیادی به نوع خستگی بحرانی که در موقع استفاده ایجاد می‌شود بستگی دارد. نوع ترک بر اساس طبقه‌بندی‌های مختلف می‌تواند به چند دسته تقسیم شود. در اینجا به دو دسته‌بندی اشاره می‌شود.
بر اساس طبقه‌بندی اروین نوع ترک به سه دسته تقسیم می‌شود که مطابق شکل رو به روست.
نوع اول به حالت کششی و نیروی کششی بستگی دارد در حالی که در نوع دوم و سوم به حالت و نیروی برشی بستگی دارد.
در شکست ناشی از خستگی ابتدا در بخش تشکیل ترک نوع ترک از نوع دوم و برشی است در حالی که در هنگام رشد ترک نوع ترک از نوع اول است. تنش ناشی از ترک بسیار از تنش تسلیم کمتر است.
بر اساس طبقه‌بندی میلر و براوون نوع ترک به ۲ دسته تقسیم می‌شود.
در سال ۱۹۷۳ میلر و براوون مشاهده کردند که محل شکست و ترک به صورت رندوم و اتفاقی نیست و می‌توان آن را پیش‌بینی کرد. در نوع اول محل کشش نسبت به صفحه شکست زاویه ۴۵ درجه دارد در حالی که در نوع دوم محل کشش نسبت به صفحه شکست عمود است و همچنین ترک راحتتر در محل خود رشد می‌کند.

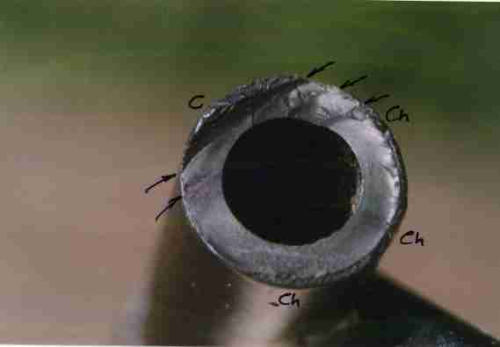
نمای نزدیکی از لوله سوخت شکسته

## کاربردها
فراکتوگرافی به‌طور گسترده‌ای در مهندسی تجسس برای تحلیل شکست و یافتن راهی برای فهم نحوه شکست و پیش‌بینی اتفاقات در گذشته برای دانستن حقایق پشت پرده استفاده می‌شود. همچنین فراکتوگرافی می‌تواند در صنعت برای یافتن ترک‌های موجود در ساختار مواد مخصوصاً موادی که شکست و ترک در آن‌ها سبب بیرون ریختن مواد خطرناک و سمی می‌شود یا سبب فروریختن کل سازه و ازبین رفتن پروژه‌های بزرگ می‌شود کاربرد فراوانی دارد. در صنعت همواره پیش‌بینی نوع ترک و محل آن چالشی بزرگ برای صنعتگران بوده‌است. تا جایی که عدم توجه به این مشکل سبب از بین رفتن سرمایه می‌شود؛ مثلاً در این دانش بررسی می‌شود که یک بطری نوشابه چه مقدار نیرو نیاز دارد تا به‌طور کامل له شود. و بر اساس این اطلاعات و آنالیزهای مختلف برای ایجاد خط تولید و حمل و نقل آن تصمیم‌گیری می‌شود.

## روش‌ها آنالیز شکست
شیوه‌های آنالیز محل شکست به‌طور کلی به دو دسته تقسیم می‌شود. میکروسکوپی و ماکروسکوپی

### آنالیز ماکروسکوپی
در این روش محل خطوط در صفحه شکست علامت‌گذاری می‌شود و این علائم از طریق رایانه آنالیز می‌شود و نتایج حاصل از آن می‌تواند در این خواص فیزیکی فلز را آشکار کند.
این خطوط هر کدام با توجه به شکل و الگو به انواع مختلفی تقسیم می‌شود. این تقسیم‌بندی اختصاصی بوده و شامل (river marks , chevron , beach marks) که جهت رشد ترک را نشان می‌دهد. آنالیز این علائم اطلاعاتی در خصوص خستگی(fatigue) و تنش برشی (shear) و بار (loading) و تنش (tension) و … می‌گذارد.
از مشکلات این روش این است که سطح شکست معمولاً در اثر حادثه از بین می‌رود پس باید محل شکست از تغییر شکل‌های مختلف مخصوصاً تغییر دما محافظت شود تا بتوان نتایج بهتر و با دقت بالاتری به دست آورد.

### استفاده ازمیکروسکوپ‌هاینوری
با وجود محدودیت‌ها و عمق بسیار کمی که این میکروسکوپ‌ها در اختیار می‌گذارند به دلیل ارزان بودن و سرعت بالا استفاده از این نوع میکروسکوپ‌های نوری همواره مورد توجه بوده‌است به نحوی که بسیاری از آزمایش‌هایی که با چنین میکروسکوپ‌ها انجام شده‌است دارای دقت بالایی بوده و نتایج قابل قبولی را در اختیار محقق می‌گذارد.

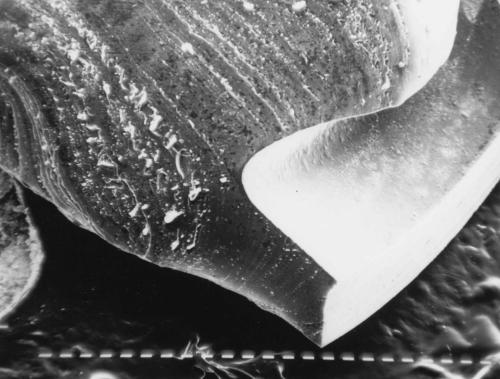
شکست ناشی از خستگی با میکروسکوپ SEM

### استفاده ازمیکروسکوپ‌هایقوی
گاهی اوقات سطح شکست به گونه ایست که نمی‌توان با برش دادت به نتایج صحیحی رسید با اینکار از میکروسکوپ‌هایی با عمق بیشتر استفاده می‌شود. دو نوع میکروسکوپ برای این کار استفاده می‌شود. میکروسکوپ‌های (TEM) و (SEM). این میکروسکوپ‌ها می‌توانند با وضوح بالا اطلاعاتی دائمی برای آزمایش‌های آینده استفاده شود حتی اگر محل شکست برش داده شده باشد.